# Radiicephalen
Radiicephalen (Radiicephalidae) zijn een familie van straalvinnige vissen uit de orde van Koningsvissen (Lampriformes).

## Geslachten
- Radiicephalus Osório, 1917